# Jørn Neergaard Larsen
Jørn Neergaard Larsen (født 11. februar 1949 i Nørre Vedby, Nørre Alslev) er en dansk jurist, der var beskæftigelsesminister i Regeringen Lars Løkke Rasmussen II fra 28. juni 2015.

## Levnedsløb
Larsen blev student fra Maribo Gymnasium i 1968 og uddannet cand.jur. fra Københavns Universitet i 1975. Fra 1982 til 1996 var han administrerende direktør for Danmarks Jurist- og Økonomforbund, Juristernes- og Økonomernes Pensionskasse og desuden næstformand for KTO 1981-1996. Fra 1996-2015 var han administrerende direktør for Dansk Arbejdsgiverforening.
Ved siden af posten som administrerende direktør for DA var Jørn Neergaard Larsen næstformand i PFA Pension’s bestyrelse og medlem af ATP’s bestyrelse og forretningsudvalg. I europæisk sammenhæng har Jørn Neergaard Larsen siden 1996 repræsenteret dansk erhvervsliv i den europæiske arbejdsgiver- og industriorganisation UNICE/BusinessEurope.
Jørn Neergaard Larsen har tidligere været medlem af Det Økonomiske Råd og dommer i Arbejdsretten. Han har desuden været medlem af blandt andet VK-regeringens Vækstforum, Innovationsrådet under Mandag Morgen og Kvalitetsgruppen i forbindelse med VK-regeringens kvalitetsreformarbejde.
Jørn Neergaard Larsen var i 2015, ifølge bogen Magteliten, nr. 28 på listen over de mest magtfulde personer i Danmark som direktør i Dansk Arbejdsgiverforening.
Efter Folketingsvalget 2015 blev han udnævnt som ny beskæftigelsesminister i Regeringen Lars Løkke Rasmussen II.
I 2017 blev han valgt til formand for Metroselskabet I/S' bestyrelse og er i 2021 blevet genudpeget som bestyrelsesformand. I 2025 er han blevet afløst af Tommy Ahlers.I 2017 indtrådte han i Venstres Økonomiudvalg. Han blev i 2021 udpeget til intern revisor i Venstre og indtrådte dermed i Venstres Hovedbestyrelse. I perioden 2018-2021 var han formand for Øresundsmetro Executive. I 2018 blev han udpeget som ghettorepræsentant for regeringen, og i 2020 blev han udpeget af regeringen som formand for Kommission om tilbagetrækning og nedslidning. Kommissionen afgav i maj 2022 sin betænkning, med titlen  Fremtidssikring af et stærkt pensionssystem. 